# Шляхові Двори
Шляхові Двори (рос. Шляховы Дворы) — хутір в Горшеченському районі Курської області Російської Федерації.
Населення становить 29 осіб. Входить до складу муніципального утворення Середньоапоченська сільрада.

## Історія
Населений пункт розташований на території українського етнічного та культурного краю Східна Слобожанщина.
Від 2004 року входить до складу муніципального утворення Середньоапоченська сільрада.

## Населення
| 2002 | 2010 |
| ---- | ---- |
| 58   | ↘29  |